# (4971) Hoshinohiroba
(4971) Hoshinohiroba (1989 BY) – planetoida z pasa głównego asteroid okrążająca Słońce w ciągu 3,68 lat w średniej odległości 2,38 j.a. Odkryta 30 stycznia 1989 roku.